# VRChat
VRChat (aus den Wörtern „VR“ für virtuelle Realität und „Chat“) ist ein Free-to-Play-MMOG von Graham Gaylor und Jesse Joudrey, das für die virtuelle Realität optimiert ist und es Spielern durch die Nutzung von 3D-Avataren ermöglicht, mit anderen Spielern in einer virtuellen Welt zu interagieren.
Obwohl das Spiel für die virtuelle Realität optimiert ist, lässt es sich auch ohne deren Nutzung auf einem normalen Bildschirm spielen.
Offiziell unterstützt werden die Head-Mounted Displays Oculus Rift, Oculus Rift S, Meta Quest 2, HTC Vive, Valve Index, Windows Mixed Reality und SteamVR unterstützten HMDs.

## Spielprinzip
Das Spielprinzip orientiert sich an anderen virtuellen Chatwelten, wie Second Life und Habbo Hotel. Spieler können ihre eigenen Welten erschaffen (User-generated content), in denen sie durch die Nutzung von 3D-Avataren online miteinander kommunizieren, interagieren und spielen können.
Die Avatare können dabei durch Audio-Lippensynchronisation, Eye-Tracking und Motion Capturing oder durch klassische Eingabemethoden, wie die Steuerung mit Maus und Tastatur, gesteuert werden.
Ebenfalls werden unterschiedliche Minispiele, wie zum Beispiel Capture the Flag, unterstützt. Einige Server unterstützen außerdem ein Digitales Malen, einen Kinomodus und Karaoke.
Ein Software-Entwicklungskit, das neben dem Spiel veröffentlicht wird, gibt Spielern die Möglichkeit, Charaktermodelle aus verschiedenen Serien zu erstellen oder zu importieren und sie als ihre Avatare anzunehmen.
Im Jahr 2022 erhielt VRChat Unterstützung für das Open Sound Control (OSC)-Protokoll, was komplexere Interaktionen mit Software von Drittanbietern ermöglichte. Im selben Jahr veröffentlichte VRChat das Tool „Creator Companion“, welches zur Verwaltung von Unity-Installationen und Projekten, die für VRChat entwickelt werden, dient. Seit Februar 2023 ist das VRChat SDK2 offiziell veraltet, und die Verwendung des SDK3 ist nun verpflichtend.

### Trust Stufen
In VRChat werden Nutzer in verschiedene „Vertrauensstufen“ eingeteilt, die auf Faktoren wie der verbrachten Zeit auf der Plattform sowie gesendeten und erhaltenen Freundschaftsanfragen basieren. Alle Nutzer starten auf der „Visitor“-Stufe (grau). Nach einer Beförderung zur „New User“-Stufe (blau) erhalten sie die Möglichkeit, eigene Inhalte über die VRChat SDK hochzuladen. Darauf folgen die Stufen „User“ (grün), „Known User“ (orange), „Trusted User“ (lila) und „Freunde“ (gelb). Nutzer können die Kommunikation, Avatare und Avatar-Funktionen basierend auf den Vertrauensstufen anpassen. Bei zu vielen Regelverstößen, wie dem Stummgeschaltetwerden, können Nutzer den „Nuisance“-Status (grau) erhalten, bei dem alle Kommunikationsmöglichkeiten, Avatare und Avatar-Funktionen blockiert werden.

### VRChat Plus
Im November 2020 kündigte VRChat den Abonnementdienst VRChat Plus an. Zum Start ermöglichte der Dienst den Nutzern, ein benutzerdefiniertes Avatar-Bild auf ihren Namensschildern anzuzeigen, die Anzahl der gespeicherten Avatare in den Favoriten von 50 auf 300 zu erhöhen, einen „erhöhten Vertrauensstatus“ zu erhalten und ein In-Game-Foto an eine Einladung anzuhängen. Seit dem Start wurden weitere exklusive Funktionen für Abonnenten hinzugefügt, darunter benutzerdefinierte UI-Farben, Hintergrundbilder für Menüs und benutzerdefinierte Emojis.

### Gruppen
Im November 2022 begann VRChat mit der Einführung einer Gruppenfunktion, die es VRChat Plus-Abonnenten ermöglicht, soziale Gruppen auf der Plattform zu erstellen. Diese Gruppen können eigene Instanzen von Welten für organisierte Treffen und Veranstaltungen hosten. Gruppen haben die Möglichkeit, bestimmten Nutzern Moderatorenrollen zuzuweisen, die es ihnen erlauben, Verwarnungen auszusprechen, Nutzer zu entfernen oder zu sperren, um störende Personen vom Beitritt zu den Gruppeninstanzen abzuhalten. Es gibt drei Arten von Gruppeninstanzen: „Group“, „Group+“ und „Group Public“. Um einer Group-Instanz beizutreten, muss man Mitglied der Gruppe sein. In Group+-Instanzen können auch Personen teilnehmen, die der Gruppe nicht angehören. Group Public-Instanzen funktionieren wie öffentliche Instanzen und werden neben den regulären öffentlichen Instanzen angezeigt, sodass jeder beitreten kann.

### Creator Economy
Im Mai 2023 kündigte VRChat die Einführung eines neuen Monetarisierungssystems an, das als „Creator Economy“ bekannt ist. Zunächst ermöglicht dieses System berechtigten Gruppen, Abonnements über eine kostenpflichtige digitale Währung namens „VRChat Credits“ anzubieten. Diese Abonnements gewähren Unterstützern Zugang zu exklusiven Funktionen in Welten, wie beispielsweise VIP-Räume. 50 % der Einnahmen aus den Abonnements gehen an den Gruppenbesitzer.

## Entwicklung und Verbreitung
Das Spiel wurde erstmals am 16. Januar 2014 auf dem ehemaligen Blog von Graham Gaylor veröffentlicht. Die offizielle Veröffentlichung über das Steam Early-Access-Programm für Microsoft Windows erfolgte am 1. Februar 2017. Entwickelt wurde das Spiel in Unity. HTC investierte 4 Millionen US-Dollar in das Spiel und kooptiert mit den Entwicklern. VRChat soll daher die offizielle Social-VR-App für die HTC Vive sein.
Große Bekanntheit erlangte das Spiel unter anderem durch die vielen Darstellungen auf dem Webvideoportal YouTube und dem Live-Streaming-Dienst Twitch, die dazu führten, dass auch viele Nutzer ohne VR-Gerät das Spiel spielten. Ebenfalls sind zu dem Spiel eigene Inhalte wie Foren, Podcasts oder Nachrichtenseiten entstanden.
Um das Trollen einzuschränken, haben die Entwickler einen Panik-Knopf implementiert, der bei der Aktivierung dafür sorgt, dass alle Avatare um einen herum stummgeschaltet werden und durch ein graues Standard-Modell ersetzt werden. Diese Funktion soll vor allem Live-Streamern und deren Zuschauern helfen, die sich durch die Trolle gestört fühlen.

## Rezeption
Chip Online, The Daily Dot und Polygon kritisieren unter anderem die vielen Trolle und teilweise rassistischen und beleidigenden Bemerkungen im Spiel, die auch schon zu Internet-Memes geworden sind. Besondere mediale Aufmerksamkeit und Kritik erlangte dabei das millionenfach geklickte Webvideo „Do You Know The Way“, das eine Gruppe von VRChat-Spielern zeigt, die in der virtuellen Welt herumlaufen und sich als eine abgewandelte, angeblich ugandische Form der Spielfigur Knuckles aus der Sonic-Spieleserie ausgeben und den Satz „Do you know the way?“ mit einem afrikanischen Akzent wiederholen. Daraufhin gaben die Entwickler bekannt, dass in Zukunft mehr Wert auf die Moderation im Spiel durch die Spieler und das Ausblenden von kritischen Inhalten gelegt werden soll.
Gründerszene.de sieht das Spiel als eine Mischung aus Second Life und einer überdrehten Comicwelt, in der sich Figuren aus Anime, dem Internet oder anderen Werken der Popkultur wiederfinden. VRChat selbst bezeichnet sich als die Zukunft der sozialen Realität.
Die Nutzerzahlen liegen bei bis zu 28.000 gleichzeitigen Spielern. Im Februar 2021 waren 27.000 Spieler zu Spitzenzeiten online. Laut Steam Spy besitzen ca. 10 Millionen Nutzer das Spiel.

## Trivia
Mediale Aufmerksamkeit erlangte ein Webvideo, das zeigt, wie die Spieler in der virtuellen Welt mit einem Menschen umgehen, der gerade einen epileptischen Anfall hat. Eigentlich litt der Nutzer nicht unter Photosensibilität und war deswegen auch nicht auf die Situation vorbereitet.
Am 13. April 2023 kündigte VRChat in einem Entwicklerblog-Beitrag die Einstellung des Supports für die Oculus Quest 1 an. Der Support wurde am 30. November desselben Jahres endgültig eingestellt, nach über 4 Jahren Support (Einführung Mai 2019).